# Glewitz
Glewitz ist eine Gemeinde südlich von Stralsund im Landkreis Vorpommern-Rügen, die bis zum 15. Februar 2004 zum dann aufgelösten Amt Trebeltal gehörte und seitdem vom Amt Franzburg-Richtenberg mit Sitz in der Stadt Franzburg verwaltet wird.

## Geografie und Verkehr
Glewitz liegt ungefähr 14 km südwestlich von Grimmen und rund 15 km nördlich von Demmin. Nördlich der Gemeinde verläuft die A 20, die über den Anschluss Grimmen-West (ca. 9 km) zu erreichen ist.
Die Gemeinde Glewitz befindet sich im Naturschutzgebiet Trebeltal, einer Gegend, die geformt wurde durch riesige Gletscher und Schmelzwassermassen, die nach der letzten Eiszeit unzählige Seen, Moore und Schmelzwasserrinnen hinterließen.

### Ortsteile
| - Langenfelde - Jahnkow - Wolthof - Voigtsdorf | - Strelow - Turow - Zarnekow - Glewitz |

## Geschichte

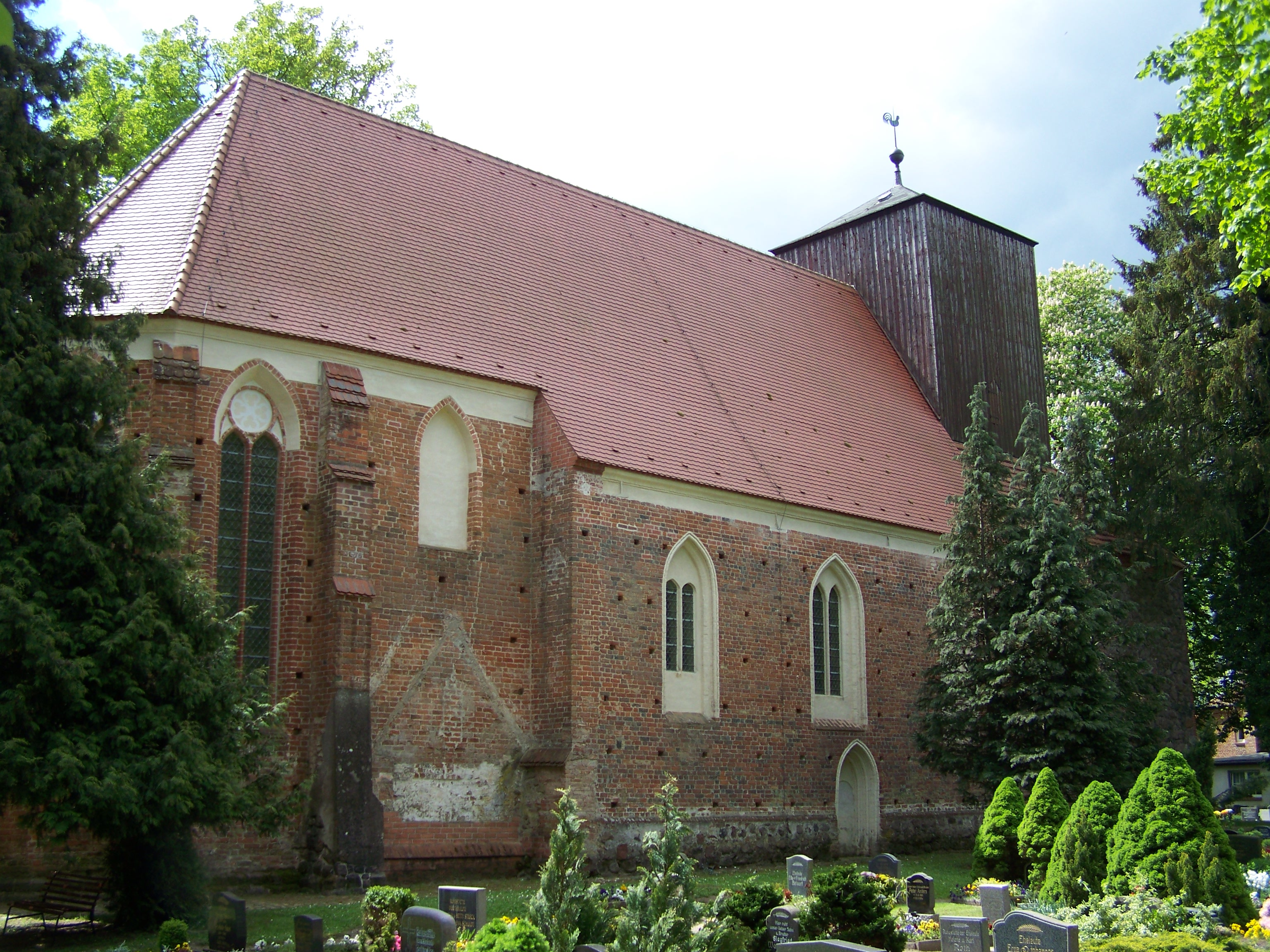
Kirche Glewitz

Nach Auflösung des Fürstentums Rügen gehörte der Ort zum Herzogtum Pommern.
Nach dem Dreißigjährigen Krieg bis zum Jahr 1815 gehörte die Gegend zu Schwedisch-Pommern und danach zur preußischen Provinz Pommern.
Das Gemeindegebiet war bis 1952 Teil des Landkreises Grimmen und gehörte danach bis 1994 zum Kreis Grimmen im Bezirk Rostock. Seit 1990 gehört Glewitz zum Land Mecklenburg-Vorpommern.
Glewitz wurde erstmals 1293 urkundlich erwähnt. Neben der heutigen Schreibweise des Ortsnamens gab es die Formen Glowitz und Chlewitz.

Im Memoralienbuch der Kirchengemeinde wurde erwähnt, dass die Bevölkerung zu dieser Zeit in erster Linie aus Bauern und Siedlern bestand. Die Margarethenkirche in Glewitz stammt aus dem 13./14. Jahrhundert. Sie wurde 1851 verputzt. Ihr Turm stammt von um 1861. Bei der Innenausstattung sind die umfangreichen Wandmalereien von 1370 hervorzuheben, die Geschichten aus dem Leben Jesu und Heiligenlegenden erzählen und in Art, Umfang und Erhaltungszustand die Kirche zu einem bedeutenden Baudenkmal des gesamten norddeutschen Raumes macht. Glewitz als Ort eines Rittergutes gehörte denen von Hagenow. Die Kirchgemeinde besaß auch einige Ländereien, 149 ha, vor der Bodenreform vom Bürgermeister gepachtet.
Jahnkow hatte als Ortschaft mehrfach den Wechsel im Gutsbesitz zu verzeichnen. In jüngerer Zeit war auch die briefadelige Familie von Schultz, erst 1800 zu Wien nobilitiert, zunächst aus einfachen Verhältnissen stammend und in Mecklenburg zu Clausdorf, Carlstein und Klein Lukow als Gutsbesitzer dann später tätig geworden. Die mecklenburgisch-schwerinsche Adelsanerkennung erfolgte dann 1827. Peter Johann Theodor von Schultz (1787–1869), verheiratet mit Sophie Lübbe, wurde Mitte des 19. Jahrhunderts für eine Generation Herr auf Jahnkow. Um 1905 wurde minor Fräulein Barbara Krupp Besitzerin des Rittergutes Jahnkow mit 605 ha, davon 396 ha Ackerflächen, samt großem Gutsbetrieb. Dieser war allerdings verpachtet an Ernst Jonas.
Langenfelde gehörte als Gutsort wie Glewitz einige Generationen der briefadeligen pommerschen Familie von Hagenow. Langenfelde war zuerst das Hauptgut des Friedrich Christoph Karl sen. von Hagenow-Engelswacht (1758–1812), der 1802 nobilitiert wurde. Bekanntester Grundbesitzer zu Langenfelde war nach Heinrich Berghaus der vormalige königlich preußische Landrat des Kreises Grimmen und somit Vorsitzender der Kreisstände, Gustav von Hagenow. Auch dessen Sohn Gustav jun. von Hagenow auf Langenfelde war Landrat und Gutsherr im Ort. Das Rittergut war in den letzten Erhebungen der Güter-Adressbücher für Pommern, unter anderem in den Ausgaben von 1914 und 1939, etwa 849 ha groß. Dazu gehörte ein großer landwirtschaftlicher Betrieb und 125 ha Waldbesitz. Eigentümer waren die von Hagenow’schen Erben. Das Erbe teilten sich in Form der Teilhaberschaft die Töchter Elisabeth und Katharina (Käthe) von Hagenow sowie deren Bruder Gustav Karl Ludwig Max von Hagenow-Nielitz (1878–1944) als Mitbesitzer, auch einige Jahre Mitglied des Johanniterordens war.
Strelow war als Gut einst Eigentum der schwedisch stämmigen Familie von Tigerström. Gestüt und Gut wurden dann Besitz der Familie Rassow (1910–1945), 1939 der Käthe Rossow auf 339 ha Ackerflächen und u. a. 13 ha Waldbesitz, Inspektor H. Knebusch als Verwalter. Das Rittergut Strelow war der intensivst genutzte landwirtschaftliche Betrieb der Region. Karl-Ernst Rassow wurde mit 630 ha im Jahr 1945 entschädigungslos enteignet. Das Gutshaus, ein zweigeschossiger Putzbau auf Granitsockel, erhielt die neogotische Architektur Mitte des 19. Jahrhunderts.
Turow: Die Wasserburg Turow wurde 1387 urkundlich erstmals erwähnt. Die Burganlage stammt aus dem 12. Jahrhundert. Sie wurde im 15. Jahrhundert auf Resten der Vorgängerburg zur Wasserburg mit Wassergraben und Außenwall ausgebaut. Der Grundriss ist U-förmig mit einer Fläche von 200 × 175 m. Das Haus hatte mehrere Bauetappen, Anbauten und Umbauten. Der Turm ist im Kern erhalten. Der sogenannte Blaue Saal wurde als Kapelle seit 1900 genutzt – es ist ein Kreuzgewölbe auf einer Mittelsäule, an den Wänden bemalte Leinwandtapeten von 1820 mit arkadischen Landschaften.
Die Burg hat einen kleinen Innenhof, der durch eine Pforte abgeschlossen wird.
Gutsbesitzer waren u. a. die Familien von Künzheim (17. Jahrhundert) und von Ferber (1724–1915). Es wurde dann aufgesiedelt, der Resthof mit einer Fläche von 28 ha und die Burg blieben bis etwa 1939 im Besitz der Tochter des Alexander von Ferber (1829–1910) auf Turow, Alexandra von Ferber-Turow. Auf der Gemarkung von Turow bestanden mindestens elf weitere Höfe mit jeweils 20 ha Größe. Nach 1945 wurde das Schloss Heim der evangelischen Kirche. Am 1. Juli 1950 wurde Turow eingegliedert.
Voigtsdorf war zeitweise als Gutsort eine eigene Herrschaft, hatte als Zubehör den Dannenhof besitzend. 1789 beanspruchte die Familie von Bilow Anrechte, damals im Besitztum eines Generals von Hintzenstern. Dessen Tochter war mit Carl Julius von Ferber liiert. Als Zwischeneinigung überließ man es daher für 45000 Thaler an einen Major von Behr. Nach der Volljährigkeit des Sohnes von Ferber erfolgte 1794 die Rückpfändung an den genannten General, welcher es für die verringerte Summe von 40000 Thaler wieder einlöste. 1854 verkaufte Carl Julius von Ferber das Gut Voigtsdorf an seinen Sohn Carl Johann von Ferber-Turow. Als Rittergutsbesitzer auf Voigtsdorf wurde von Ferber gesellschaftlich aktiv und war ordentliches Mitglied der Veranlagungskommission des Kreises Grimmen unter Landrat von Hagenow-Langenfelde. Andere Mitglieder der Gutsbesitzerfamilie gingen zum Militär. Die drei Töchter des Hauses heirateten zumeist in bürgerliche Familien. Letzte von Ferber auf Voigstdorf mit Zarrentin waren deren Eltern Karl Johann Hermann Wilhelm, genannt Hans von Ferber (1822–1900), vermählt mit Auguste von Angern. Grundbesitzer des 526 ha großen Gutes wurde später die Familie des Heinrich Plate. Voigtsdorf als Teilfläche des Gutes Langenfelde gehörte nach dem Güter-Adressbuch Pommern bis zur Bodenreform der briefadeligen pommerschen Familie von Hagenow.
Wolthof wurde Anfang des 19. Jahrhunderts in amtlichen statistischen Erhebungen als adlige Besitzung tituliert. Nur wenige Jahre folgend wurden in Wolthof die Schafpocken verifiziert.  Im Jahre 1915 sind nach dem Gemeindelexikon für Wolthof feststehend 249 ha Fläche Gemeindeeinheit. Vor Beginn des Zweiten Weltkrieges ist die private Fläche eingebunden in das Rittergut Jahnkow-Wolthof, gemeinsam gut 834 ha umfangreich, Besitzer G. A. Peters.
Zarnekow vereint in seiner Ortshistorie viele Momente der anderen Glewitzer Ortsteile. Die Geschichte des Ortes wird hauptsächlich mit der des Gutes dominiert. Ein häufiger Besitzerwechsel führt zu keiner konstanten Entwicklung des Rittergutes. Anfang des 18. Jahrhunderts übernimmt die schwedisch-baltische Adelsfamilie der Freiherren Schoultz von Ascheraden Zarnekow, in Person des Carl Ludwig Schoultz von Ascheraden (1711–1758), Sohn des Generals Martin Simon Schoultz von Ascheraden. Der zweite Sohn des Hauses Zarnekow, Carl Gustav Schoultz von Ascheraden, wird Diplomat und Buchautor. Erbe wurde das sechste Kind, Carl Dietrich Freiherr Schoultz von Ascheraden, verheiratet mit Friedrike von Behr-Negendank. Ihr Sohn Carl-Reinhold wiederum vererbt Zarnekow an seine Ehefrau. Dies war Henriette, geborene Freiin von Maltzan-Cummerow. Mitte des 19. Jahrhunderts ist es Besitztum des Johanniter-Ritters Carl Richard von Puttkammer, seine Frau war Marie Gräfin von Schwerin. Letzter Eigentümer der 485 ha war Otto Friedrichs.

## Wappen, Flagge, Dienstsiegel
Die Gemeinde verfügt über kein amtlich genehmigtes Hoheitszeichen, weder Wappen noch Flagge. Als Dienstsiegel wird das kleine Landessiegel mit dem Wappenbild des Landesteils Vorpommern geführt. Es zeigt einen aufgerichteten Greifen mit aufgeworfenem Schweif und der Umschrift „GEMEINDE GLEWITZ – LANDKREIS VORPOMMERN-RÜGEN“.

## Sehenswürdigkeiten
- Wasserburg Turow

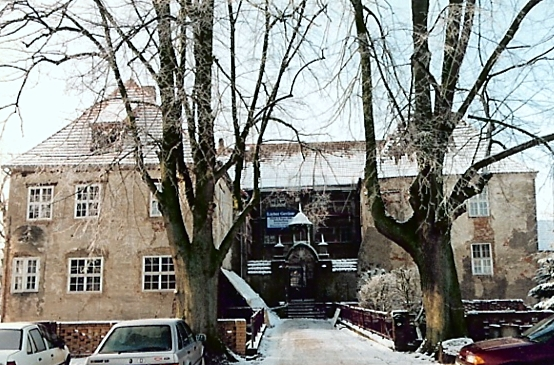
Wasserburg Turow

- Margarethenkirche: Gotische Backsteinkirche (13/14. Jahrhundert)
- Turmhügel Zarnekow
- Turmhügel, Hügelgrab und Schanze in Wolthof
- Gutshaus Strelow

## Persönlichkeiten
- Carl Gustav Schoultz von Ascheraden (* 1743 in Zarnekow; † 1798 in Berlin), Diplomat und Autor
- Friedrich von Hagenow (* 1797 in Langenfelde; † 1865 in Greifswald), Naturwissenschaftler und Prähistoriker
- Maximilian von Hagenow (* 1844 in Langenfelde; † 1906 in Metz), preußischer General
- Katharina von Hagenow (* 1882 in Langenfelde; † 1952 in Rostock), Germanistin und Volkskundlerin, letzte Priorin des Adligen Fräuleinstifts Barth
- Heinrich Andreas Spalding, Erfinder der Spaldingbahn[23]
- Otto Spalding (* 1863 in Jahnkow; † 1945 in Berlin), Architekt
- Herbert Fust (* 1899 in Langenfelde; † 1974 in Buchholz in der Nordheide), Reichstagsabgeordneter